# Listă de companii din Sibiu
Aceasta este o listă de companii din Sibiu:
- Ambient Sibiu
- Atlassib
- Balanța (companie)
- Banca Comercială Carpatica
- Bramac
- Carpatica Asigurări
- Carpatica Invest
- Comtram
- Con-A
- Concefa
- Construcții Sibiu
- Craft & Forge (Armorum)[1]
- Electromontaj Carpați
- Flaro
- Greiner
- Hidrosib
- Kuhnke Relee
- Mondex
- Palplast
- Pim (companie)
- Poliflex
- Polisano
- Retrasib
- Scandia Română
- Simerom

- Sitex - [2][3]
- Top Tech (distribuție de IT) [4]